# مجموعه شوارتس
در نظام‌های انتخاباتی، مجموعهٔ شوارتس اجتماع همهٔ مؤلفه‌های مجموعهٔ شوارتس است. مؤلفهٔ مجموعهٔ شوارتس به هر مجموعهٔ ناتهی S از نامزدان گفته می‌شود به قسمی که:
1. هر نامزد درون مجموعهٔ S در تقابل رو-در-رو با هر نامزد بیرون S نامغلوب باشد؛ و
2. هیچ زیرمجموعهٔ سرهٔ ناتهی‌ای از S واجد شرط اول نباشد.

به مجموعه‌ای از نامزدان که واجد شرط اول باشد، مجموعهٔ نامغلوب می‌گویند.
مجموعهٔ شوارتس استانداردِ انتخابِ بهینه‌ای برای نتایج انتخابات تعیین می‌کند. نظام‌های انتخاباتی‌ای که برنده‌شان همواره نامزدی از مجموعهٔ شوارتس است، در معیار شوارتس صدق می‌کنند. مجموعهٔ شوارتس به افتخار توماس شوارتس، دانشمند علوم سیاسی، نامگذاری شده‌است.

## خواص
- مجموعهٔ شوارتس همواره ناتهی است — همواره حداقل یک مؤلفهٔ مجموعهٔ شوارتس موجود است.
- هر دو مؤلفهٔ متمایز مجموعهٔ شوارتس، مجزا از یکدیگرند.
- برندهٔ کندورسه، در صورت وجود، تنها عضو مجموعهٔ شوارتس است. اگر مجموعهٔ شوارتس تنها یک عضو داشته باشد، آن عضو دست‌کم برندهٔ ضعیف کندورسه است.
- اگر مؤلفه‌ای از مجموعهٔ شوارتس تنها یک عضو داشته باشد، همان عضو برندهٔ ضعیف کندورسه است. اما اگر مؤلفه‌ای از مجموعهٔ شوارتس چند عضو داشته باشد، چرخه‌ای مشابه سنگ-کاغذ-قیچی به وجود می‌آید.
- هر دو نامزد از مؤلفه‌های متفاوت مجموعهٔ شوارتس، در تقابل مساوی‌اند.

## مقایسه با مجموعهٔ اسمیت
مجموعهٔ شوارتس ارتباط نزدیکی با مجموعهٔ اسمیت دارد و همیشه زیرمجموعه‌ای از آن است. مجموعهٔ اسمیت بزرگ‌تر است اگر و فقط اگر نامزدی در مجموعهٔ شوارتس تقابلی مساوی با نامزدی بیرون از آن مجموعه داشته باشد. مثلاً:
- ۳ رأی‌دهنده نامزد A > B > C ترجیح می‌دهند
- ۱ رأی‌دهنده نامزد A > C > B ترجیح می‌دهند
- ۱ رأی‌دهنده نامزد B > A > C ترجیح می‌دهند
- ۱ رأی‌دهنده نامزد A > B > C ترجیح می‌دهند

A در تقابل با B پیروز، B در تقابل با C پیروز، و A در تقابل با C مساوی است. در نتیجه A تنها عضو مجموعهٔ شوارتس است حال آنکه مجموعهٔ اسمیت حاوی همهٔ نامزدان است.